# Donje Prilišće
Donje Prilišće is een plaats in de gemeente Netretić in de Kroatische provincie Karlovac. De plaats telt 97 inwoners (2001).